# Eragrostis hildebrandtii
Eragrostis hildebrandtii là một loài thực vật có hoa trong họ Hòa thảo. Loài này được Jedwabn. mô tả khoa học đầu tiên năm 1924.